# Basilisc verd
El basilisc verd o basilisc de doble cresta (Basiliscus plumifrons) és una espècie de sauròpsid (rèptil) escatós de la família dels coritofànids endèmic d'Amèrica Central, on ha estat citat a Costa Rica, Honduras, Nicaragua i Panamà.

## Història natural
Els basiliscs verds són omnívors i s'alimenten d'insectes, petits mamífers com a rosegadors, i fins i tot algunes espècies més petites de llangardaixos. La seva dieta inclou també fruits i flors. Entre els seus predadores més freqüents es troben les aus de presa, les opòssums i les serps.
Les femelles d'aquesta espècie posen entre 5 i 15 ous alhora. Dipositen aquests ous en llocs càlids, sorra humida o terra. Demoren entre vuit i deu setmanes a incubar, després de la qual cosa el jove espècimen neix ja com un llangardaix totalment independent.
Igual que altres basiliscs, aquest llangardaix té l'habilitat de córrer sobre l'aigua per escasses distàncies, utilitzant unes membranes especials en les seves potes que augmenten la seva superfície de suport sobre l'aigua. No obstant això, és també un notable nedador, podent estar submergit per períodes superiors als 30 minuts.